# Язмырадов, Аннагелди Оразбердиевич
Аннагелди Оразбердиевич Язмырадов (туркм. Annageldi Orazberdiýewiç Ýazmyradow; 1965, село Захмет, Туркменская ССР) — туркменский политик, председатель Государственного комитета водного хозяйства Туркменистана. Бывший Заместитель Председателя Кабинета Министров Туркменистана по агропромышленному комплексу, хяким Ахалского велаята. Кандидат на должность Президента Туркменистана на выборах 2012 года.

## Биография
Родился в 1965 году в селе Захмет (ныне — Бабадайханский этрап, Ахалский велаят, Туркменистан).
В 1982 году окончил среднюю школу. Трудовой путь начинал рабочим первого разряда УПТК объединения «Гарагумкопмлекс» города Теджен.
В 1983 году поступил в Туркменский сельскохозяйственный университет на факультет гидромелиорации и окончил его в 1988 году по специальности инженер-гидротехник.
В 1988—1993 гг. работал специалистом, начальником отдела водопользования Тедженского этрапского управления оросительных систем.
С 1993 по 2004 год работал в городе Теджен начальником передвижной механизированной колонны треста «Туркменплодовощстрой», начальником передвижной механизированной колонны № 23 ПО «Ахалобагурлушык».
С 1999 года — член Демократической партии Туркменистана.
В 2004—2007 годах работал начальником производственного управления «Абатлайыш ишлери» ПО «Ахалсувходжалык», затем начальником предприятия «Абадан гурлушык онумлери» объединения строительных, ремонтных и производственных предприятий Министерства водного хозяйства Туркменистана.
В 2007 году назначен первым заместителем министра водного хозяйства.
C 2008 года — министр водного хозяйства Туркменистана.
21 февраля 2012 года назначен заместителем председателя кабинета министров Туркменистана по агропромышленному комплексу. Отдельным постановлением назначен членом правления Международного фонда по спасению Арала от Туркменистана.
29 апреля 2016 года назначен хякимом этрапа Бахарлы Ахалского велаята.
16 ноября 2018 года назначен министром сельского и водного хозяйства Туркменистана.
1 февраля 2019 года назначен председателем Государственного комитета водного хозяйства Туркменистана.

### Семья
Женат, имеет пятерых детей.

## Участие в президентских выборах
29 декабря 2011 года зарегистрирован в качестве претендента на должность Президента Туркменистана. На выборах набрал 1,07 % голосов.

## Награды
- Медаль «Watana bolan söýgüsi üçin»
- Медаль «20 лет Независимости Туркменистана»